# Charbonnat
Charbonnat é uma comuna francesa na região administrativa de Borgonha-Franco-Condado, no departamento Saône-et-Loire. Estende-se por uma área de 21,54 km². Em 2010 a comuna tinha 253 habitantes (densidade: 11,7 hab./km²).